# Пернер, Ярослав
Ярослав Пернер (28 марта 1869, Тинец-над-Лабем — 9 июня 1947, Прага) — австро-венгерский и чехословацкий геолог и палеонтолог.

## Биография
Окончил Пражский университет (чешскоязычный) со степенью доктора философии. Дополнительно стажировался в Бирмингеме и Тюбингене, затем выезжал на полевые исследования в Германию, Францию, Швецию, Норвегию и Российскую империю (в России, в частности, работал на Урале). С 1892 года был ассистентом чешского геологического музея. Сотрудничал в редакции геологического немецкоязычного журнала «Geologisches Centralblatt», регулярно публиковался в «Вестнике Чешской академии». В 1927 году занял должность профессора палеонтологии в Карловом университете в Праге. Был также куратором Национального музея в этом же городе.
Как геолог занимался геологией чешских земель силурийского и девонского периодов, а как палеонтолог — преимущественно исследованиями гастроподов. Известен своими работами по палеонтологии и геологии Чехии: «Miscellanea silurica Bohemiae» (1901); «Études sur les graptolites de Bohême» (1894—1899), являющаяся продолжением известной работы И. Барранда по палеонтологии Богемии; «Der jetzige Standpunkt der Hercynfrage» (1899).